# Leggera (албум)
| Професионални рејтинг | Професионални рејтинг |
| Резултати             | Резултати             |
| Извор                 | Рејтинг               |
| --------------------- | --------------------- |
| AllMusic              | [ 1 ]                 |

Leggera је студијски албум италијанске певачице Мине, објављен 1997. године за издавачке куће PDU.

## Списак пјесама
1. Johnny — 4:53
2. Someday in my life — 4:02
3. Suona ancora — 4:24
4. Con te sarà diverso — 4:32
5. Resta lì — 4:45
6. Clark Kent — 4:38
7. Non si può morire in eterno — 3:41
8. Noi soli insieme — 4:38
9. Tre volte dentro me — 5:47
10. Stai così — 4:32
11. Grigio — 4:32

## Позиције на листама
| Листа (1997)              | Највиша позиција |
| ------------------------- | ---------------- |
| Европа (Music & Media)    | 28               |
| Италија (Musica e dischi) | 1                |